# Žeikari
Žeikari – wieś na Łotwie, w krainie Łatgalia, w novadsie Balvi. Według danych na rok 2007 w miejscowości mieszkały 22 osoby.